# 仁川神社
仁川神社（じんせんじんじゃ）は、朝鮮京畿道仁川府宮町（現・大韓民国仁川広域市）にあった神社である。祭神は天照大神・明治天皇。旧社格は道供進社であった。

## 歴史

### 仁川大神宮として
1883年（明治16年）の仁川開港以来、同地の在留日本人は増加の一途をたどり、1889年（明治22年）にはその数1600名に達した。同年には在留日本人の間から、皇神を拝戴し、忠君愛国の至誠を涵養し、大日本帝国の国威を発揚せんとする熱烈な請願が起こった。第一銀行支店長以下の発起人による趣意書によれば、仁川に神社を設置し、その場所を公園とすることなどが盛り込まれた。1890年（明治23年）には林権助仁川領事による斡旋仲介により、神宮祭主である久邇宮朝彦親王より、在留日本人の熱意を嘉賞し、神宮大麻を祀ることを許された。神宮の霊代を一地方に分祀するのは異例の事であったが、朝彦親王の海外に皇威を宣揚することを美学とする考えにより実現した。さらに仁川、京城、日本と仁川を行交う帆船の船長などからの寄付金により、遷宮、祭礼の準備が整った。同年10月27日には神宮大麻が「敦賀丸」に乗り、仁川港に上陸し、10月28日に祭礼を行った。霊代は日本公園に鎮座して仁川大神宮と称されることとなり、京畿地方鎮護の第一の発祥とされた。1891年（明治24年）には在留日本人343人の寄付により、日本公園内の樹木の伐採にあたり、その美化に任じた。

### 仁川神社
1915年（大正4年）4月には社殿の改築を行い、社号を仁川神社に改めた。神殿は伊勢神宮外宮棟梁の設計である。さらに1921年（大正11年）には明治神宮より明治天皇を合祀し、その偉業を奉拝することとなった。1928年（昭和3年）に御大典を記念して斎館・参籠所・対屋の増築を行い、1931年（昭和6年）4月には神宮旧殿の用材により、修繕、装飾を行った。1931年（昭和6年）9月に神宮より5種類の神宝の下賜があり、1936年（昭和11年）には官国幣社に列せられるための工作として社務所等を新築し、同年8月には道供進社に指定され、祭日には道知事事幣帛供進使が参拝することとなった。1940年（昭和15年）には紀元二千六百年記念事業として各種改築等を実施した。この時期、朝鮮で現代版画の普及に努めた佐藤米次郎は1943年（昭和18年）第18回国画展に版画「雪の仁川神社」を出展した 。

### 終戦後
1945年（昭和20年）終戦後、8月16日には神社常務総代が見守る中、社司が神体を隠す処置を行った。神宝は海中に投棄されたという。戦後、仁川神社の敷地は仁川女子商業高校となり、擁壁の一部や玉垣、注連石2本や、灯篭1基が完全な形で残置されている。また、月尾島山頂には境外社である愛宕神社の説明版が、韓国語、英語、日本語で設置されている。

## 神事
1908年（明治41年）に氏子有志により、神輿・調度品を購入し、海外では初めての渡御式を行った。以後、10月10日、10月11日を祭典日として、これを仁川祭と称した。

## 境内社
- 稲荷神社 - 1894年（明治27年）鎮座、祭日は5月11日[16]。
- 金比羅宮 - 1897年（明治30年）鎮座、祭日は9月25日[16]。
- 天満宮 - 1897年（明治30年）鎮座、祭日は11月10日[16]。

### 境外社
- 愛宕神社 - 1908年（明治41年）、月尾島に鎮座[16]。